# Pterolophia sumatrana
Pterolophia sumatrana là một loài bọ cánh cứng trong họ Cerambycidae.